# Красовская, Ольга Владимировна
Ольга Владимировна Красовская — учёный секретарь Центра исследований научно-технического потенциала и истории науки им. Г. М. Доброва НАН Украины (с 2003), кандидат экономических наук (2004), ученое звание — старший научный сотрудник (2008), эксперт проекта Европейского Союза «Совершенствование стратегий, политики и регулирования инноваций на Украине» (EuropeAid/127694/C/SER/UA) по вопросам региональной инновационной политики (с 2010).
Окончила с отличием экономический факультет Черновицкого государственного университета им. Юрия Федьковича и аспирантуру Центра исследований научно-технического потенциала и истории науки им. Г. М. Доброва НАН Украины. Тема кандидатской диссертации: «Обоснование основных направлений участия финансовых институтов в развитии инновационной деятельности».
Автор более 50 научных работ (недоступная ссылка), в том числе в ведущих научных журналах. Сфера научных интересов: финансовое обеспечение инновационной деятельности, региональная инновационная политика, венчурная деятельность.
Активный участник международных научных форумов, в том числе таких известных, как Международная конференция Европейской ассоциации по проблемам изучения науки и технологии, Франция, Париж, 25-28 августа 2004; (4S&EASST Conference «PUBLIC PROOFS: Science, technology and democracy», Paris, 2004, August 25-28) и Международная конференция «Капитализация знаний: когнитивный, экономический, социальный и культурный аспекты» (5 Triple Helix conference «The capitalization of knowledge: cognitive, economic, social and cultural aspects»), 18-21 мая 2005, Турин, Италия. Член программных комитетов конференций, проводимых Центром.
Участие в научно-исследовательских проектах: -«Инновации, малые и средние предприятия и экономическое развитие на Украине и в Белорусии» (проект INTAS Європейского Союза № 99-0943), 2000—2002; -«Женское предпринимательство в переходных экономиках: пример Украины, Молдовы, Узбекистана» (проект INTAS Європейского Союза № 00-00843, 2001—2003; -«Научно-исследовательский потенциал стран Черноморского региона» (проект по линии 6РП ЄС FP6-2002-INCO-COMultilatRTD/SSA-5), 2004—2006; -«Разработка и внедрение методов оценки деятельности научно-исследовательских лабораторий НАН Украины на базе анкетирования» (проект по заказу Украинского научно-технологического центра), 2005—2006; — «Трансграничное сотрудничество и следствия расширения ЕС: содействие развитию предпринимательства на Украине, в Белоруссии и Молдавии» (проект INTAS Европейского Союза 04-79-6991), 2005—2007.
Премия Украинской федерации ученых «Интеллектуальное будущее Украины» за работы по исследованию проблем перехода экономики на инновационный путь развития и построения на Украине общества, основанного на знаниях (2006), лауреат стипендий НАН Украины и Президента Украины, грант Президента Украины для одарённой молодежи (2007), грант Президента Украины на выполнение проекта «Разработка организационно-методического обеспечения формирования на Украине системы венчурного финансирования» (2007).